# Zurückschlagen
Unter Zurückschlagen (auch Rückschlag) wird bei physikalischen Prozessen der Effekt genannt, dass durch eine Druckschwankung  ein Fluid (Flüssigkeit, Gas) in einer anderen als der vorgesehenen Richtung strömt und dadurch unerwünschte Effekte auftreten. Dies kann durch eine vorsorglich eingebaute Rückschlagarmatur verhindert werden.
Das plötzliche Ausbleiben der Gasversorgung eines Gasbrenners kann durch den ausfallenden Überdruck dazu führen, dass Luft und die Flamme in die zuführenden Gasleitungen und damit in das Versorgungsnetz zurückgeführt wird, so dass eine Explosion in der Zuleitung hervorgerufen werden kann.
Bei einem Bunsenbrenner o. ä. versteht man unter Zurückschlagen eine Verbrennung unmittelbar an der Düse (im Fuß) und nicht erst am oberen Ende der Mischstrecke, also des Brennerrohres, wo die Verbrennung normalerweise abläuft. In der Folge entweichen unverbrannte Gase (aus Sicherheitsgründen odoriert, also unangenehm riechend) aus dem Brennerrohr. Zugleich wird das Brennerrohr heiß. Ursache für das  „Zurückschlagen“ ist ein plötzlich eintretender starker äußerer Luftzug oder eine zu reichliche Luftzufuhr in die Mischstrecke des Brenners. Nachdem ein Brenner zurückgeschlagen ist, schließt man den Zuführungshahn für das Gas, dann die Luftzufuhr und entzündet den Brenner wie üblich erneut.
Wird eine Wasserstrahlpumpe zum Erzeugen eines Vakuums verwendet, so kann bei einem plötzlichen Abfall des Wasserdrucks das restliche, noch in der Pumpe vorhandene Wasser in die evakuierte Reaktionsapparatur zurückschlagen und so eine chemische Reaktion zum Scheitern bringen. Das wird durch Zwischenschalten einer Woulfeschen Flasche als Rückschlagarmatur verhindert.